# Edificio Meneses
El edificio Meneses se encuentra en el distrito Centro de Madrid (España), con fachadas al n.º 4 de la plaza de Canalejas y el n.º 1 de la calle del Príncipe. Se levanta sobre una parcela compartida con la Casa de Allende, situada a su izquierda.

## Historia y descripción
En 1914 la viuda del financiero Meneses encargó a los arquitectos José María Mendoza Ussía y José de Aragón Pradera el diseño de este edificio, destinado a uso comercial exceptuando el ático, reservado para viviendas. Fue construido entre 1914 y 1915.
A pesar del reducido espacio del solar sobre el que se asienta, Mendoza y Aragón lograron darle al inmueble un aire monumental, con apariencia de mayor verticalidad, mediante largas semicolumnas clásicas en la fachada, una balaustrada en el piso superior y un templete circular sostenido por un tambor encolumnado y coronado por una cúpula.
En Madrid, el Edificio Meneses fue uno de los primeros que combinó el vidrio y los elementos clasicistas de gran tamaño en su fachada, características estas que serían muy frecuentes en diversas edificaciones de la capital en los años siguientes, como la Casa Matesanz (Gran Vía 27, del año 1923), de Antonio Palacios.

## Enlaces
- Wikimedia Commons alberga una categoría multimedia sobre Edificio Meneses.
- Reseña de madridhistorico.com

- Datos: Q5818202
- Multimedia: Edificio Meneses, Madrid / Q5818202